# Andrena ignota
Andrena ignota är en biart som beskrevs av Laberge 1967. Andrena ignota ingår i släktet sandbin, och familjen grävbin. Inga underarter finns listade i Catalogue of Life.